# 直果胡卢巴
直果胡卢巴（学名：Trigonella orthoceras）为豆科胡卢巴属下的一个种。

## 扩展阅读
- 維基物種上的相關：直果胡卢巴